# Frank Golczewski

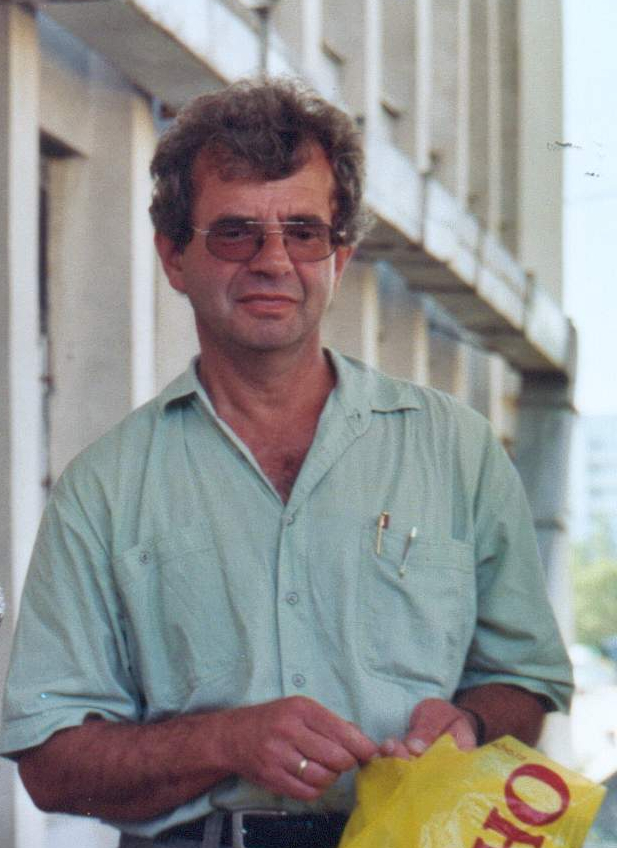
Frank Golczewski (2004)

Frank Golczewski (* 8. Oktober 1948 in Katowice, Polen) ist ein deutscher Historiker. Er war von 1983 bis 1994 Professor für Neuere Geschichte an der Helmut-Schmidt-Universität in Hamburg und von 1994 bis 2014 Professor für Osteuropäische Geschichte an der Universität Hamburg.

## Leben und Wirken
Frank Golczewski wurde 1948 als Sohn eines kaufmännischen Angestellten und einer Apothekerin in Katowice (Oberschlesien) geboren. Er emigrierte nach dreijährigem Schulbesuch mit seinen Eltern in die Bundesrepublik Deutschland. 1967 legte er das Abitur am Helmholtz-Gymnasium Hilden in Nordrhein-Westfalen ab. Anschließend absolvierte er den Grundwehrdienst bei der Bundeswehr. Er studierte von 1969 bis 1973 an der Universität zu Köln die Fächer Geschichte und Slawistik sowie Anglistik, Philosophie und Pädagogik.
Er wurde 1973 bei Günther Stökl in Köln in den Fächern Osteuropäische Geschichte, Mittlere und Neuere Geschichte und Slawische Philologie mit der Arbeit Das Deutschlandbild der Polen 1918–1939 zum Dr. phil. promoviert. Golczewski war wissenschaftlicher Mitarbeiter am Ostkolleg der Bundeszentrale für politische Bildung (bpb) und als wissenschaftlicher Assistent an der Pädagogischen Hochschule Rheinland in Neuss tätig. Von 1975 bis 1981 übte er eine nebenamtliche Lehrtätigkeit am städtischen Helmholtz-Gymnasium Hilden aus. Im Jahr 1979 habilitierte er in Osteuropäischer und Neuerer Geschichte mit der Arbeit Polnisch-jüdische Beziehungen 1881–1922. Nach einer Vertretungsprofessur von 1982 bis 1983 an der Universität Osnabrück, Abt. Vechta, lehrte er ab 1983 als Professor für Neuere Geschichte unter besonderer Berücksichtigung der Europäischen Geschichte des 19. und 20. Jahrhunderts an der Universität der Bundeswehr Hamburg.
Vom 1. Oktober 1994 bis zum 31. März 2014 hatte Golczewski als Nachfolger von Klaus-Detlev Grothusen die Professur für Osteuropäische Geschichte am Historischen Seminar der Universität Hamburg inne. Seit 2010 war die Professur für Osteuropäische Geschichte durch die Anwerbung einer Vorgriffsprofessur durch Monica Rüthers vorübergehend doppelt besetzt. Er lehrt weiterhin an der Universität Hamburg.
Er war Mitglied der wissenschaftlichen Beiräte des Simon-Dubnow-Institut in Leipzig und der Forschungs- und  Arbeitsstelle (FAS) „Erziehung nach/über Auschwitz“ in Hamburg sowie des Kuratoriums des Instituts für die Geschichte der deutschen Juden, er ist weiterhin Kuratoriumsmitglied des Nordost-Instituts in Lüneburg.
Er legte 2010 auf der Grundlage von Recherchen in deutsche, polnischen, ukrainischen, kanadischen und amerikanischen Archiven, der relevanten zeitgenössischen politischen Publizistik und der umfangreichen Literatur eine Darstellung zu den deutsch-ukrainischen Beziehungen zwischen 1919 und 1939 vor.
Im Jahr 2008 erhielt er die Paul-Harris-Fellow-Medaille des Rotary Club Geesthacht Hohes Elbufer.

## Schriften (Auswahl)
Monografien
- Deutsche und Ukrainer, 1914–1939. Schöningh, Paderborn 2010, ISBN 978-3-506-76373-0.
- Kölner Universitätslehrer und der Nationalsozialismus. Personengeschichtliche Ansätze (= Studien zur Geschichte der Universität zu Köln. Band 8). Böhlau, Köln 1988, ISBN 3-412-03887-3.
- zusammen mit Willibald Reschka: Gegenwartsgesellschaften. Polen (= Teubner-Studienskripten. Band 40). Teubner, Stuttgart 1982, ISBN 3-519-00040-7.
- Polnisch-jüdische Beziehungen 1881–1922. Eine Studie zur Geschichte des Antisemitismus in Osteuropa (= Quellen und Studien zur Geschichte des östlichen Europa. Band 14). Steiner, Wiesbaden 1981, ISBN 3-515-03361-0.
- Das Deutschlandbild der Polen 1918–1939. Eine Untersuchung der Historiographie und der Publizistik (= Geschichtliche Studien zu Politik und Gesellschaft. Band 7). Droste, Düsseldorf 1974, ISBN 3-7700-0402-7.

Herausgeberschaften
- zusammen mit Stefan Petriuk: Europa im Umbruch. Moderne Post- und Zeitgeschichte im Spiegel der Philatelie. Phil Creativ, Schwalmtal 1992, ISBN 3-928277-07-3.
- Geschichte der Ukraine. Vandenhoeck & Ruprecht, Göttingen 1993. ISBN 3-525-36232-3.
- mit Gertrud Pickhan: Russischer Nationalismus. Die russische Idee im 19. und 20. Jahrhundert. Darstellung und Texte. Vandenhoeck & Ruprecht, Göttingen 1998, ISBN 3-525-01371-X.